# Basketball (Special Olympics)

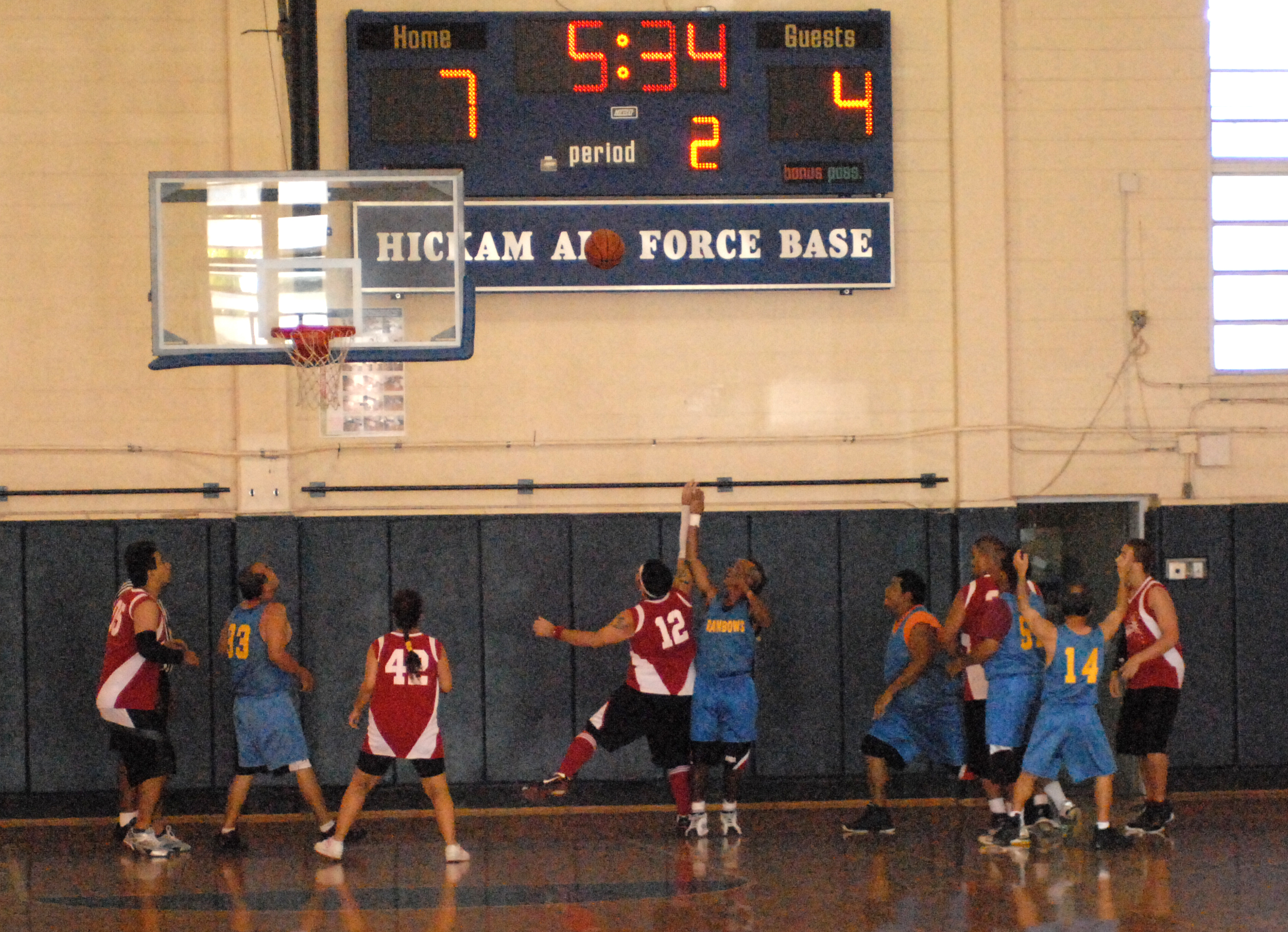
Special Olympics Athleten beim Basketball, 2010

Basketball bei Special Olympics ist eine Sportart, die auf den Regeln von Basketball beruht und in Wettbewerben und Trainingseinheiten der Organisation Special Olympics weltweit für geistig und mehrfach beeinträchtigte Menschen angeboten wird. Basketball ist seit 1968 bei Special Olympics World Games vertreten.

## Allgemeines
Anfangs wurde Basketball mit einem Pfirsichkorb als Ziel gespielt. Nach jedem Treffer musste jemand hinaufklettern und den Ball aus dem Korb holen.

## Regeln

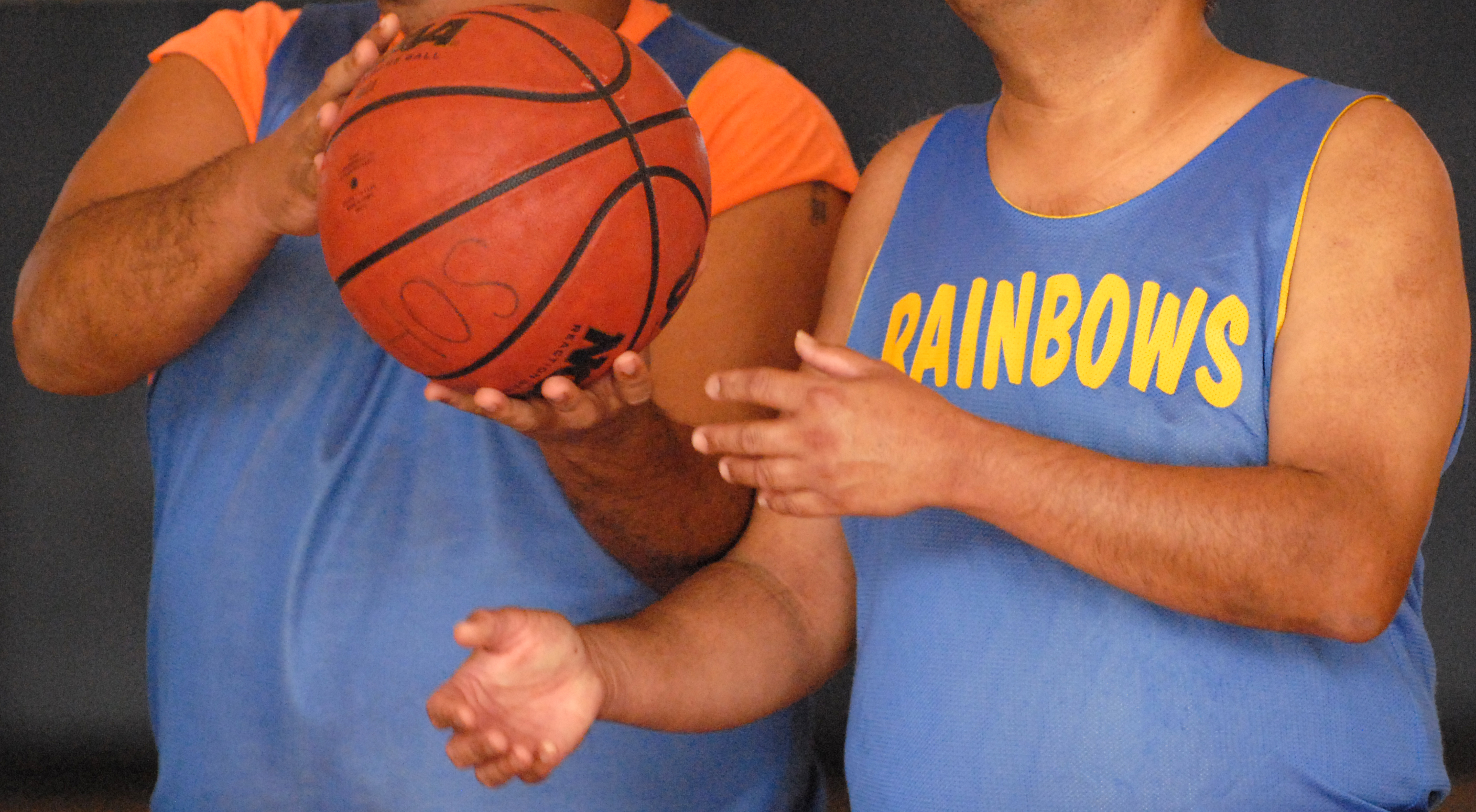
Special Olympics Athleten bei der Übergabe eines Basketballs, 2010

Bei Basketball versuchen zwei Mannschaften, den Ball in den Korb der gegnerischen Mannschaft zu werfen.
Die Regeln der FIBA werden angewendet, soweit sie nicht im Widerspruch zu den offiziellen Special Olympics Sportregeln für Basketball oder zu Artikel 1 der Sportregeln stehen. So können Special Olympics Wettbewerbe nach weltweit gültigen allgemeinen Standards abgehalten werden.

## Besonderheiten bei Special Olympics
Drei Athleten und zwei Unified Partner spielen miteinander auf dem Platz. Die Körbe sind gemäß den FIBA-Regeln in einer Höhe von 3,05 Metern über dem Boden aufgehängt. Für Jugendspieler kann die Basketballanlage (wenn möglich) auf eine Höhe von 2,44 m abgesenkt werden. In den Finalwettbewerben werden 2 × 10 Minuten gespielt.
Die übliche Länge des Spiels von 80 bis 100 Minuten kann verändert werden.
Vor den eigentlichen Wettbewerben finden Klassifizierungsrunden statt, damit die Athleten in möglichst leistungshomogene Gruppen eingeteilt werden können.

## Wettkämpfe
Es werden angeboten:
- Teamwettbewerb – Frauen
- Teamwettbewerb – Männer/Mixed
- Unified Sports Teamwettbewerb – Frauen
- Unified Sports Teamwettbewerb – Männer/Mixed[4]

## Angebot bei Special Olympics World Games
Basketball ist seit 1968 bei Special Olympics World Games vertreten.
2011 beteiligten sich 328.368 Special Olympics Athleten an Basketballwettkämpfen.
Zu den Special Olympics Sommerspielen 2023 wurden 424 Athleten und 136 Unified-Partner erwartet. Die Wettkämpfe fanden in den Hallen 21–23 in der Messe Berlin im Bezirk Charlottenburg statt. Basketball ist eine der populärsten Unified Sportarten. Bei den Weltspielen 2023 wurde erstmals 3x3 Basketball ausgetragen. Die Wettbewerbe fanden am Neptunbrunnen am Roten Rathaus in Berlin statt. Diese Basketballvariante ist für Menschen mit geistigen Beeinträchtigungen von Vorteil: Da die Mannschaften kleiner sind als in der Halle, wachsen Teams schneller zusammen.